# Comitatul Adams, Dakota de Nord
Comitatul Adams, conform originalului din engleză, Adams County, este unul din cele 53 de comitate ale statului american Dakota de Nord. Sediul comitatului este localitatea Hettinger.

## Geografie

### Comitate adiacente
- Comitatul Hettinger (nord)
- Comitatul Grant (nord-est)
- Comitatul Sioux (ast)
- Comitatul Perkins,  Dakota de Sud (sud)
- Comitatul Harding,  Dakota de Sud (sud-vest)
- Comitatul Bowman (vest)
- Comitatul Slope (nord-vest)

## Demografie
|  | Graficele sunt indisponibile din cauza unor probleme tehnice. Mai multe informații se găsesc la Phabricator și la wiki-ul MediaWiki. |

Date: Wikidata - grafică realizată de Wikipedia